# Tristan Bernard
Tristan Bernard (właściwie Paul Bernard) (ur. 7 września 1866 w Besançon, zm. 7 grudnia 1947 w Paryżu) – francuski prawnik, literat, komediopisarz.
Urodził się w rodzinie architekta pochodzenia żydowskiego. W wieku 14 lat przeniósł się wraz z rodziną do Paryża i uczęszczał do Lycée Condorcet. Po studiach prawniczych i służbie wojskowej rozpoczął pracę w administracji huty aluminium.
Dzięki zawartej w liceum znajomości z braćmi Natanson rozpoczął na początku lat dziewięćdziesiątych współpracę z La Revue blanche. Wtedy przybrał pseudonim „Tristan Bernard”.
Napisał około czterdziestu komedii, niektóre wspólnie z Ludwikiem-Alfredem Natansonem, posługującym się pseudonimem „Alfred Athis”. Współpracował też z wydawanym przez Zo d’Axa czasopismem „L'Endehors“, a w okresie I wojny światowej rozpoczął współpracę z tygodnikiem satyrycznym Le Canard enchaîné.
Podczas II wojny światowej został uwięziony w obozie przejściowym w Drancy, lecz dzięki wstawiennictwu francuskiego aktora Sachy Guitry’ego i aktorki Arletty uniknął wywiezienia do obozu zagłady. Jego wnuk François został zamordowany w KL Mauthausen.
Jego syn Raymond Bernard (1891-1977) został reżyserem filmowym, drugi syn Jean-Jacques Bernard (1888-1972) komediopisarzem, trzeci syn lekarzem.
Przed wojną zostały wydane we Lwowie nakładem Księgarni Polskiej B. Połonieckiego dwie jego sztuki: 
- Jedyny włamywacz we wsi: komedya w jednym akcie, (ca. 1917)[1]
- Igraszki trafu i moralności: komedja w jednym akcie, (po 1920)[2]

W języku polskim wydano również dwie spośród jego książek: 
- Pamiętnik statecznego młodzieńca, (1926)[3]
- Uśmiech Paryża, (z Maurycym Dekobra, Maxem i Alexem Fischerami), (1926)[4]